# Nadaillac
Nadaillac (okzitanisch Nadalhac) ist eine aus einem Hauptort und mehreren Einzelgehöften bestehende Gemeinde mit 376 Einwohnern (Stand: 1. Januar 2022) im Südosten des südfranzösischen Départements Dordogne in der Region Nouvelle-Aquitaine in der alten Kulturlandschaft des Périgord.

## Lage
Nadaillac ist die östlichste Gemeinde des Departements Dordogne. Sie liegt knapp 30 km (Fahrtstrecke) nordöstlich der Stadt Sarlat-la-Canéda bzw. ca. 75 km südöstlich von Périgueux in einer Höhe von ca. 265 m ü. d. M. Das Klima ist gemäßigt und wird gleichermaßen vom Atlantik wie von den Bergen des Zentralmassivs beeinflusst; Regen fällt übers ganze Jahr verteilt.

## Bevölkerungsentwicklung
| Jahr      | 1800 | 1851 | 1901 | 1954 | 1999 | 2007 | 2018 |
| Einwohner | 803  | 912  | 734  | 380  | 341  | 339  | 381  |

Der kontinuierliche Bevölkerungsrückgang seit der zweiten Hälfte des 19. Jahrhunderts ist im Wesentlichen auf die Reblauskrise im Weinbau und die zunehmende Mechanisierung der Landwirtschaft sowie den jeweils damit einhergehenden Verlust an Arbeitsplätzen zurückzuführen.

## Wirtschaft
Die Bewohner der Gemeinde lebten jahrhundertelang als Selbstversorger von den Erträgen ihrer Felder und Gärten; daneben wurden auch Viehzucht, ein wenig Weinbau und die Anpflanzung von Esskastanien und Nussbäumen betrieben. Im Ort selbst siedelten Handwerker, Kleinhändler und Dienstleister. Seit den 1960er Jahren werden einige der leerstehenden Häuser als Ferienwohnungen (gîtes) genutzt. Auch die Forstwirtschaft spielt eine wichtige Rolle im Wirtschaftsleben der Gemeinde.

## Geschichte
Die ehemalige romanische Prioratskirche Saint-Denis gehörte zur Abtei von Saint-Amand-de-Coly. Ob der erstmals im Jahr 1099 urkundlich erwähnte Ort während des Hundertjährigen Krieges (1337–1453) oder in der Zeit der Hugenottenkriege (1562–1598) in Mitleidenschaft gezogen wurde, ist unklar. Ab dem 16. Jahrhundert gehörte er zu Kastellanei und Baronie von Salignac.

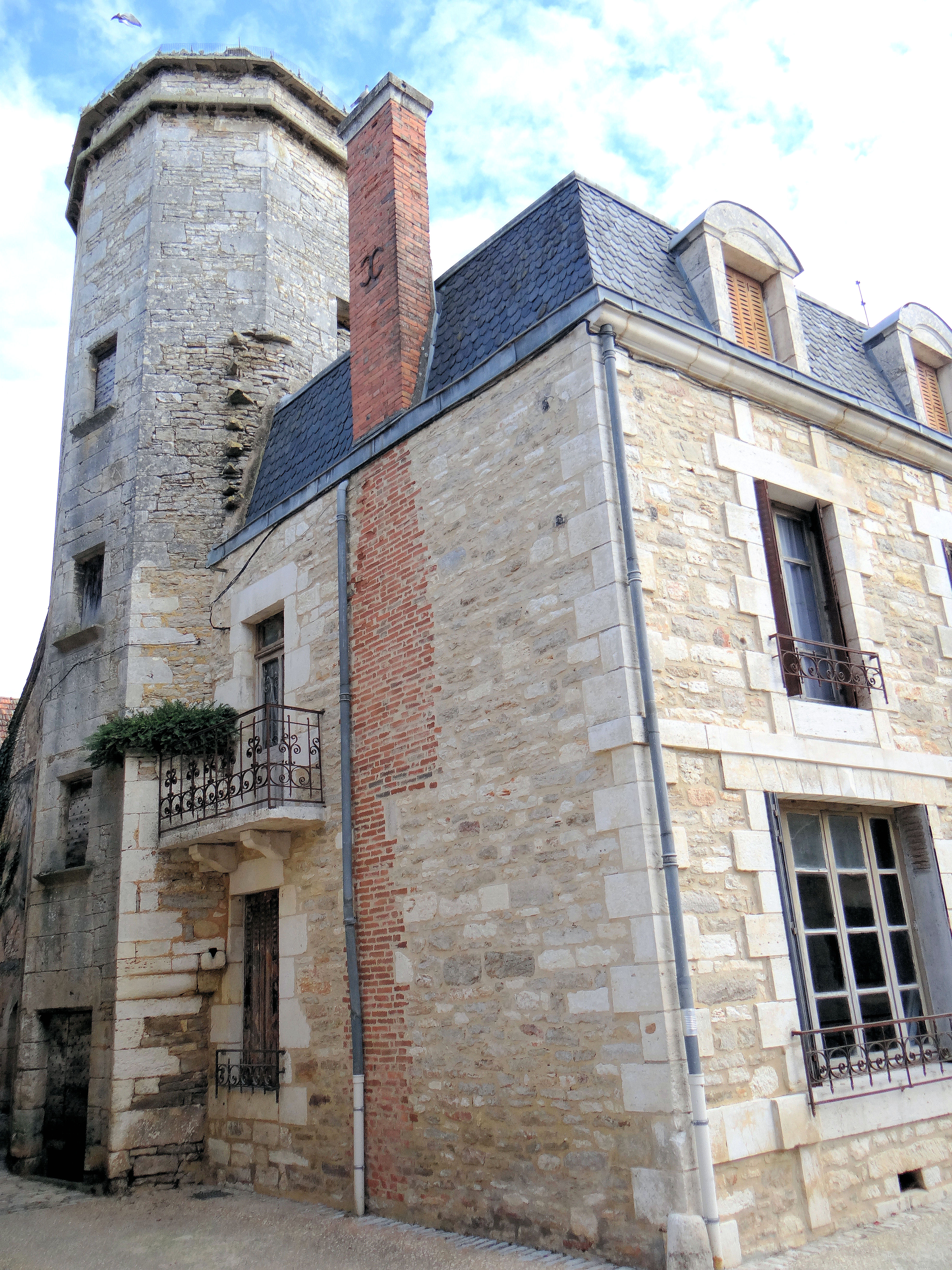
Nadaillac – Maison ancienne

## Sehenswürdigkeiten
- Pfarrkirche St-Denis

- Die Rue noire erinnert an den „Schwarzen Prinzen“ Edward of Woodstock und die Zeit der englischen Herrschaft über den Ort.
- Ein altes Haus verfügt über einen oktogonalen Treppenturm aus dem 15./16. Jahrhundert.